# Йоганн Георг Саксонський (1869–1938)
Принц Йоганн Георг Саксонський (нім. Johann Georg von Sachsen), повне ім'я Йоганн Георг Пій Карл Леопольд Марія Януарій Анаклетій Саксонський (нім. Johann Georg Pius Karl Leopold Maria Januarius Anacletus von Sachsen), (нар. 10 липня 1869 — пом. 24 листопада 1938) — саксонський принц з династії Веттінів, другий син короля Саксонії Георга та португальської інфанти Марії Анни. Представник королівського дому у Вищій палаті саксонського ландтагу (від 1893). Генерал від інфантерії саксонської армії. Почесний доктор Лейпцизького університету (1909). Голова Червоного Хреста Саксонії у 1914—1918 роках. Автор кількох книг, у тому числі, біографії Альберта Саксонського. Відомий мандрівник, мистецтвознавець та колекціонер старожитностей. Після смерті принц залишив великий фотоархів.

## Біографія
Йоганн Георг народився 10 липня 1869 року у Дрездені. Він був другим сином та шостою дитиною в родині саксонського принца Георга та його дружини Марії Анни Португальської. Хлопчик мав старшого брата Фрідріха Августа та сестер Матильду й Марію Йозефу, дві інші сестри померли немовлятами до його народження. Згодом сімейство поповнилося двома молодшими синами, Максиміліаном та Альбертом.
Країною в цей час правив їхній дід — Йоганн. Батько був другим у лінії успадкування престолу, і зрештою став кронпринцом у жовтні 1873 року. Матір, доглядаючи хворого меншого сина, померла у лютому 1884 року. Георг після смерті дружини поринув у релігію. За словами Йоганна Георга, він з ранку до ночі читав історію Пап.
Виріс Йоганн Георг у Дрездені, де отримав суворе католицьке виховання. Перші уроки отримував від приватних вчителів, до чого у 1881 році додалася військова підготовка. Курс середньої школи принц завершив у 1888. У 1889—90 роках вивчав політологію та право разом із братом Максиміліаном у Фрайбурзькому університеті, згодом відвідував лекції з історії та історії мистецтв в Лейпцизькому університеті. Після цього присвятив себе військовій кар'єрі в саксонській армії. Від 1893 року був також представником королівської родини у Вищій палаті саксонського ландтагу.
У віці 24 років узяв шлюб із 22-річною вюртемберзькою принцесою Марією Ізабеллою. Весілля відбулося 5 квітня 1894 року у Штутгарті. Дітей у подружжя не було.
У 1902 році його батько став королем Саксонії. Йоганн Георг із дружиною оселилися після цього у замку Веєзенштайн поблизу Дрездена. Марія Ізабелла померла за два роки, наприкінці травня 1904. Батька не стало за кілька місяців. Трон Саксонії посів старший брат Йоганна Георга, Фрідріх Август.
1905 року принц здійснив свою першу освітню поїздку до Греції, Італії та Османської імперії. Наступного року він узяв другий шлюб із принцесою Марією Іммакулатою з роду Сицилійських Бурбонів. Весілля відбулося 30 жовтня 1906 року в Каннах. Дітей у пари не було. 

У 1907 Йоганн Георг залишив армію у чині генерала від інфантерії. У 1909 році став почесним доктором Лейпцизького університету.

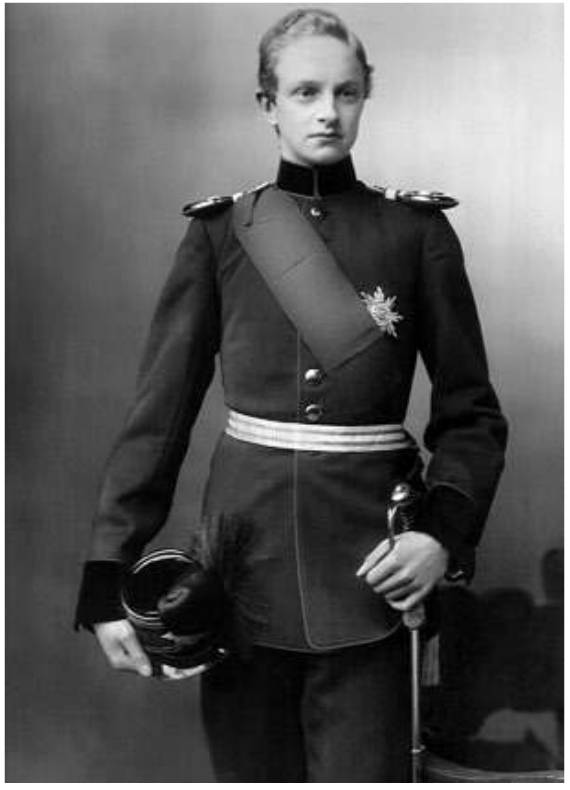
Йоганн Георг на світлині 1881 року

У 1910 та 1912 роках керував двома великими експедиціями до Єгипту, Палестини та Сирії. Також виконував дипломатичні доручення саксонської королівської родини та німецького імператора. Під час другої подорожі сходом його супроводжували його дружина та сестра Матильда.
Займався письменницькою діяльністю. Його перший великий трактат «Дослідження церков та монастирів Єгипту» з'явився у 1914 році. Цьому передували кілька нарисів, опублікованих в різних журналах, наприклад в «Журналі християнського мистецтва», і підсумовані в даній публікації. У передмові принц зазначав, що бажає допомогти читачеві поглибити знання християнського Єгипту та стимулювати подальші дослідження.
Кожного разу перед подорожами, Йоганн Георг вивчав публікації дослідників, які вже відвідували Схід. У своєму багажі він завжди мав кілька валіз, наповнених науковими працями, до яких звертався під час перебування за кордоном. Завдяки добрій мовній освіті міг легко подорожувати великими містами Єгипту, Сирії та Палестини. Однак, оскільки його мета полягала також у відвідинах віддалених монастирів, супровід лінгвістів був для нього надзвичайно важливим.

Під час Першої світової війни очолював Червоний Хрест Саксонії. Здійснив багато поїздок на фронт. Кілька разів їздив до Росії та Польщі. Відвідував Київ та інші центри християнської культури, про що писав у своєму нарисі «Мистецтво та мистецтвознавство на Слов'янському Сході», надрукованому у 1919 році. Поїздки до лікарень згадувалися там дуже коротко, навпаки, йшлося оповідання про православні монастирі та церкви, де принц провів багато часу та вів переговори з місцевим духовенством, водночас глибоко досліджуючи церковне мистецтво.

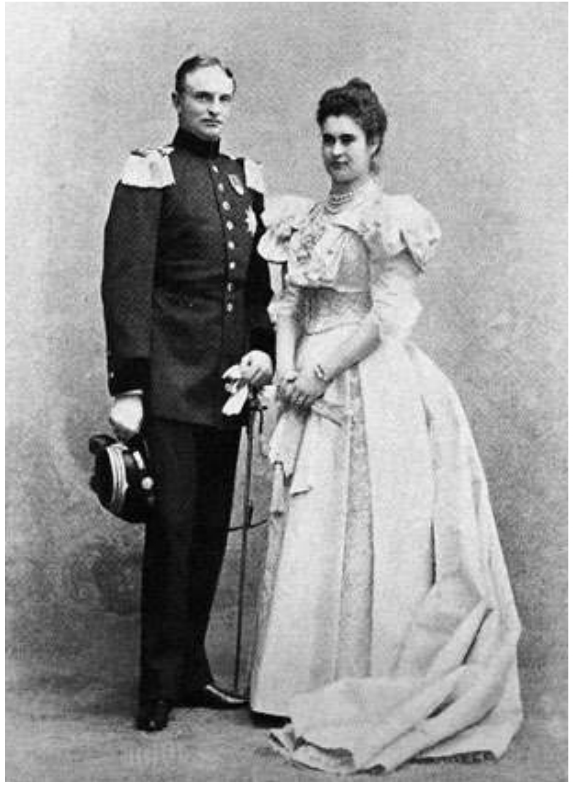
Йоганн Георг та Марія Ізабелла в день їхнього весілля, 1894

Після повалення в Німеччині монархії, продав замок Везеєнштайн, та у 1918 році оселився на гірському хребті Лореттоберг на віллі у Фрайбурзі, яка стала його резиденцією до кінця життя.
У 1927, 1928 та 1930 знову мандрував Близьким Сходом. Відвідував монастирі, місця паломництва, місця розкопок. Протягом мандрівок купував численні старожитності для своєї колекції, у тому числі, бюсти із Сирії, експонати з давнього Єгипту, грецькі ікони, хрести єгипетських коптів. Лише ікон, датованих  періодом з 17 по 19 століття, у його розпорядженні знаходилося понад 150 об'єктів. Придбані вони були не тільки на Близькому Сході та Росії, але і в столицях Західної Європи. Під час подорожей принц вів детальний журнал, записи якого згодом використовував для наукових ессе. Також робив фотографії та малюнки. Поповнення колекції призвело його фактично на межу фінансового краху, втім рівень його життя залишався сталим.
Помер Йоганн Георг під час відвідин невістки в Альтсгаузені пізньої осені 1938 року. Його дружина після цього переїхала до Швейцарії. Похований на старому католицькому цвинтарі Дрездена. Кенотаф знаходиться у Гофкірхе Дрездена.
Взимку 1949—1950 років міністерство освіти землі Рейнланд-Пфальц придбало колекцію принца Йоганна Георга та передало її Інституту історії мистецтв Університету Йоханнеса Гутенберга в Майнці. Від 1981 року вона перебуває на постійній основі в Landesmuseum Mainz та з тих пір є невід'ємною частиною постійної експозиції музею. Втім, від 2014 року не експонується.

## Нагороди

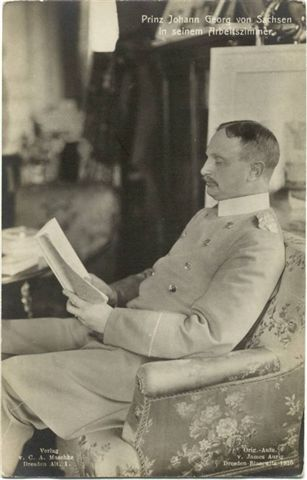
Принц Йоганн Георг за роботою, світлина близько 1900 року

### Саксонське королівство
- Орден Рутової корони (1881)
- Орден Заслуг (Саксонія), великий хрест

### Австро-Угорщина
- Королівський угорський орден Святого Стефана, великий хрест (1891)
- Орден Золотого руна (1898)

### Велике герцогство Баденське
- Орден Вірності (Баден) (1905)
- Орден Бертольда I (1905)

### Прусське королівство
- Орден Чорного орла
- Орден Червоного орла, великий хрест

### Інші країни
- Орден Білого Сокола, великий хрест (Велике герцогство Саксен-Веймар-Айзенаське; 1890)
- Орден Людвіга (Гессен-Дармштадт), великий хрест (6 квітня 1892)
- Орден Вюртемберзької корони, великий хрест (1892)
- Орден Святого Губерта (Баварське королівство; 1898)
- Орден Карлоса III, великий хрест з ланцюгом (Іспанія; 20 жовтня 1908)

## Титули
10 липня 1869—24 листопада 1938 — Його Королівська Високість Принц Йоганн Георг Саксонський, Герцог Саксонії.